# Euchone purpurea
Euchone purpurea är en ringmaskart som beskrevs av Catherine A. Tauber 1879. Euchone purpurea ingår i släktet Euchone och familjen Sabellidae. Inga underarter finns listade i Catalogue of Life.